# Wahn zonulitis
Wahn zonulitis är en skalbaggsart som beskrevs av Mckeown 1940. Wahn zonulitis ingår i släktet Wahn och familjen långhorningar. Inga underarter finns listade i Catalogue of Life.